# Tomoyoshi Koyama
Tomoyoshi Koyama (小山知良?, Koyama Tomoyoshi; Sagamihara, 19 marzo 1983) è un pilota motociclistico giapponese.

## Carriera
Esordisce nella classe 125 del motomondiale a Motegi nel 2000 con una Yamaha del team SP Tadao Racing, in qualità di wildcard, senza ottenere punti iridati. Nello stesso anno vince il titolo nella stessa classe del campionato giapponese. Usufruisce di altre wildcard nel 2003, quando disputa i due Gran Premi svoltisi in Giappone nella classe 250 con la stessa moto e la stessa squadra, di nuovo senza marcare punti, e fa altre due apparizioni occasionali nel 2004 di nuovo in 125 a Brno e a Motegi, dove ottiene i suoi primi punti con un nono posto.
Nel 2005, prima stagione completa, corre con la Honda del team Ajo Motorsport nella 125; il compagno di squadra è Alexis Masbou. Ottiene un secondo posto in Australia e un terzo posto in Turchia e termina la stagione all'8º posto con 119 punti, ottenendo il premio come debuttante dell'anno in quella classe.
Nel 2006 passa alla Malaguti, rimanendo nello stesso team. Ottiene come miglior risultato un sesto posto in Portogallo e termina la stagione al 15º posto con 49 punti. In questa stagione è costretto a saltare i GP di Catalogna, Olanda e Gran Bretagna per infortunio. Nel 2007 passa alla KTM; i compagni di squadra sono Randy Krummenacher e Stevie Bonsey. Ottiene la sua prima vittoria in Catalogna, tre secondi posti (Gran Bretagna, Germania e Malesia) e due terzi posti (Turchia e San Marino) e termina la stagione al 3º posto con 193 punti. Nel 2008 corre quasi tutta la stagione con il team ISPA KTM Aran, con Lorenzo Zanetti come compagno di squadra, tranne le ultime due gare, disputate con il team Red Bull KTM. Ottiene come miglior risultato un sesto posto in Gran Bretagna e termina la stagione al 17º posto con 41 punti. In questa stagione è costretto a saltare il GP d'Australia per infortunio.
Nel 2009 passa alla Loncin; il compagno di squadra è Masbou. Ottiene come miglior risultato un decimo posto in Germania e termina la stagione al 24º posto con 17 punti. Nel 2010 passa all'Aprilia, ingaggiato dal Racing Team Germany; il compagno di squadra è Jakub Kornfeil. Ottiene un secondo posto in Germania e termina la stagione all'8º posto con 127 punti. Nel 2011 corre i Gran Premi di San Marino e Aragona in Moto2 con la Suter MMX del team Technomag-CIP in sostituzione dell'infortunato Kenan Sofuoğlu e il Gran Premio del Giappone come wildcard a bordo di una TSR, senza ottenere punti.
Nel 2012 corre dal Gran Premio di San Marino fino a fine stagione in Moto2 sulla Suter del team Technomag-CIP al posto di Roberto Rolfo, senza ottenere punti. Nel 2014 corre in Giappone, Australia e Malesia in Moto2 in sostituzione dell'infortunato Tetsuta Nagashima sulla NTS. Non ottiene punti validi per la classifica mondiale. Nel 2015 corre in Giappone in qualità di wildcard a bordo di una NTS, piazzandosi tredicesimo, in zona punti. Questo risultato gli consente di chiudere al ventiseiesimo posto in classifica finale.

## Risultati nel motomondiale
| 2000 | Classe | Moto   |  |  |  |  |  |  |  |  |  |  |  |  |  |  |    |  |  |  | Punti | Pos. |
| ---- | ------ | ------ |  |  |  |  |  |  |  |  |  |  |  |  |  |  | -- |  |  |  | ----- | ---- |
| 2000 | 125    | Yamaha |  |  |  |  |  |  |  |  |  |  |  |  |  |  | 16 |  |  |  | 0     |      |

| 2003 | Classe | Moto   |     |  |  |  |  |  |  |  |  |  |  |  |     |  |  |  |  |  | Punti | Pos. |
| ---- | ------ | ------ | --- |  |  |  |  |  |  |  |  |  |  |  | --- |  |  |  |  |  | ----- | ---- |
| 2003 | 250    | Yamaha | Rit |  |  |  |  |  |  |  |  |  |  |  | Rit |  |  |  |  |  | 0     |      |

| 2004 | Classe | Moto   |  |  |  |  |  |  |  |  |  |    |  |   |  |  |  |  |  |  | Punti | Pos. |
| ---- | ------ | ------ |  |  |  |  |  |  |  |  |  | -- |  | - |  |  |  |  |  |  | ----- | ---- |
| 2004 | 125    | Yamaha |  |  |  |  |  |  |  |  |  | 22 |  | 9 |  |  |  |  |  |  | 7     | 27º  |

| 2005 | Classe | Moto  |     |   |   |     |   |   |   |    |     |     |     |   |    |    |   |   |   |  | Punti | Pos. |
| ---- | ------ | ----- | --- | - | - | --- | - | - | - | -- | --- | --- | --- | - | -- | -- | - | - | - |  | ----- | ---- |
| 2005 | 125    | Honda | Rit | 6 | 5 | Rit | 5 | 5 | 7 | NE | Rit | Rit | Rit | 4 | 10 | 14 | 2 | 3 | 6 |  | 119   | 8º   |

| 2006 | Classe | Moto     |    |    |   |   |    |    |    |  |  |    |    |    |     |    |   |   |    |  | Punti | Pos. |
| ---- | ------ | -------- | -- | -- | - | - | -- | -- | -- |  |  | -- | -- | -- | --- | -- | - | - | -- |  | ----- | ---- |
| 2006 | 125    | Malaguti | 12 | 15 | 9 | 9 | 13 | 15 | NP |  |  | 15 | NE | 16 | Rit | 12 | 7 | 6 | 14 |  | 49    | 15º  |

| 2007 | Classe | Moto |   |     |   |     |    |   |   |   |   |   |    |   |   |   |    |   |   |   | Punti | Pos. |
| ---- | ------ | ---- | - | --- | - | --- | -- | - | - | - | - | - | -- | - | - | - | -- | - | - | - | ----- | ---- |
| 2007 | 125    | KTM  | 6 | Rit | 3 | Rit | 10 | 5 | 1 | 2 | 6 | 2 | NE | 5 | 3 | 7 | 14 | 6 | 2 | 9 | 193   | 3º   |

| 2008 | Classe | Moto |     |    |    |    |     |     |    |   |    |     |    |     |    |    |    |  |    |   | Punti | Pos. |
| ---- | ------ | ---- | --- | -- | -- | -- | --- | --- | -- | - | -- | --- | -- | --- | -- | -- | -- |  | -- | - | ----- | ---- |
| 2008 | 125    | KTM  | Rit | 13 | 16 | 13 | Rit | Rit | 13 | 6 | 13 | Rit | NE | Rit | 18 | 19 | 11 |  | 11 | 7 | 41    | 17º  |

| 2009 | Classe | Moto   |    |    |     |     |     |    |     |    |    |    |    |    |     |     |    |     |    |  | Punti | Pos. |
| ---- | ------ | ------ | -- | -- | --- | --- | --- | -- | --- | -- | -- | -- | -- | -- | --- | --- | -- | --- | -- |  | ----- | ---- |
| 2009 | 125    | Loncin | 27 | 12 | Rit | Rit | Rit | 17 | Rit | NE | 10 | 11 | 21 | 14 | Rit | Rit | 21 | Rit | 20 |  | 17    | 24º  |

| 2010 | Classe | Moto    |   |   |   |   |   |    |   |   |    |   |     |   |   |    |   |   |     |   | Punti | Pos. |
| ---- | ------ | ------- | - | - | - | - | - | -- | - | - | -- | - | --- | - | - | -- | - | - | --- | - | ----- | ---- |
| 2010 | 125    | Aprilia | 9 | 5 | 8 | 8 | 5 | 14 | 6 | 2 | NE | 9 | Rit | 8 | 6 | 22 | 9 | 7 | Rit | 7 | 127   | 8º   |

| 2011 | Classe | Moto          |  |  |  |  |  |  |  |  |  |    |  |  |    |    |    |  |  |  | Punti | Pos. |
| ---- | ------ | ------------- |  |  |  |  |  |  |  |  |  | -- |  |  | -- | -- | -- |  |  |  | ----- | ---- |
| 2011 | Moto2  | Suter e TSR 6 |  |  |  |  |  |  |  |  |  | NE |  |  | 20 | 24 | 28 |  |  |  | 0     |      |

| 2012 | Classe | Moto  |  |  |  |  |  |  |  |  |  |    |  |  |    |    |    |    |    |    | Punti | Pos. |
| ---- | ------ | ----- |  |  |  |  |  |  |  |  |  | -- |  |  | -- | -- | -- | -- | -- | -- | ----- | ---- |
| 2012 | Moto2  | Suter |  |  |  |  |  |  |  |  |  | NE |  |  | 20 | 23 | 22 | 16 | 21 | 18 | 0     |      |

| 2014 | Classe | Moto |  |  |  |  |  |  |  |  |  |  |  |  |  |  |    |    |    |  | Punti | Pos. |
| ---- | ------ | ---- |  |  |  |  |  |  |  |  |  |  |  |  |  |  | -- | -- | -- |  | ----- | ---- |
| 2014 | Moto2  | NTS  |  |  |  |  |  |  |  |  |  |  |  |  |  |  | 23 | 24 | 23 |  | 0     |      |

| 2015 | Classe | Moto |  |  |  |  |  |  |  |  |  |  |  |  |  |  |    |  |  |  | Punti | Pos. |
| ---- | ------ | ---- |  |  |  |  |  |  |  |  |  |  |  |  |  |  | -- |  |  |  | ----- | ---- |
| 2015 | Moto2  | NTS  |  |  |  |  |  |  |  |  |  |  |  |  |  |  | 13 |  |  |  | 3     | 26º  |

| Legenda | 1º posto        | 2º posto            | 3º posto            | A punti      | Senza punti        | Grassetto – Pole position Corsivo – Giro più veloce |
| Legenda | Gara non valida | Non qual./Non part. | Ritirato/Non class. | Squalificato | '-' Dato non disp. | Grassetto – Pole position Corsivo – Giro più veloce |